# Финале Светског првенства у фудбалу 1994.
Финале Светског првенства у фудбалу 1994. је била фудбалска утакмица која се одиграла на Роуз Боул-у у Пасадени, 17. јула 1994. да би се одредио победник Светског првенства у фудбалу 1994. године. Бразил је победио Италију са 3-2 на пенале и освојио своју четврту титулу на Светском првенству када се утакмица завршила 0-0 после продужетака; то је значило да је Бразил надмашио Италију и Немачку као најуспешнија нација на турниру.
Било је то прво и до данас једино финале Светског првенства које је било без голова и у регуларном времену и у продужецима и које је одлучено извођењем једанаестераца. Освајач Сребрне лопте Роберто Бађо промашио је одлучујући пенал за Италију. Бразил је претходно победио Италију у финалу 1970. године, што је финале 1994. године означило као други пут да су се исти тимови састали у два различита финала Светског првенства, након што су се састале Аргентина и Немачка 1986. и 1990. године. Одиграно у 12:30 по локалном времену, ово је било последње финале Светског првенства које је одиграно усред бела дана.
ФИФА је 30. јуна 1992. доделила финалну утакмицу турнира чувеном колеџ спортском стадиону у близини Лос Анђелеса; Роуз Боул је био највећи стадион који се користио за турнир. Са преко 94.000 гледалаца, финале из 1994. је последње финале Светског првенства које је имало посећеност од 90.000 или више од 2018. године.
Бразилски тим је своју победу посветио преминулом троструком светском шампиону Формуле 1 Ајртону Сени, који је погинуо у несрећи на тогодишњој Великој награди Сан Марина у Италији два и по месеца пре тога. Пошто је Италија завршила као вицешампион, Франко Барези је постао шести играч у историји који је освојио златну, сребрну и бронзану медаљу на Светском првенству у фудбалу. Претходно је овај резултат 1974. године постигла петорица немачких играча: Сеп Мајер, Франц Бекенбауер, Волфганг Оверат, Јирген Грабовски и Хорст-Дитер Хетгес.

## Позадина
Светско првенство у фудбалу 1994. је било 16. издање Светског првенства, Фифиног фудбалског такмичења националних тимова, одржаног у Сједињеним Државама између 17. јуна и 17. јула 1994. У финалу су учествовала 24 тима, а Сједињене Америчке Државе су се аутоматски квалификовале у финале као домаћини турнира, заједно са Немачком као победником 1990. године. Преостала 22 места одлучена су кроз квалификационе рунде одржане између марта 1992. и новембра 1993. у организацији шест ФИФА конфедерација и у којима је учествовало 147 тимова. На завршном турниру, двадесет четири тима су била подељена у шест група од по четири, а сваки тим је играо један против другог у оквиру групе у кругу. Два најбоља тима из сваке групе заједно са четири најбоље трећепласиране екипе су се пласирале у нокаут фазу.
Утакмица је одиграна на Роут Боул-у, у граду Пасадена у Калифорнији, у склопу градског подручја Лос Анђелеса. Са капацитетом од 102.000 гледалаца, био је највећи од места изабраних за Светско првенство и претходно је био домаћин фудбалске утакмице за златну медаљу на Летњим олимпијским играма 1984. и пет Супербоула, као и годишње Роуз Боул игре у америчком фудбалу на колеџу. Лопта за ову утакмицу била је Адидас Куестра, која је представљена на старту Светског првенства. Лопта је била лакша од оних које су раније коришћене. Канадски новинар Скот Мекин описао га је као да је „смишљено да створи више узбуђења за фудбал, у земљи у којој је било мало фудбалског узбуђења“. Нападачи су на турниру хвалили управљивост лопте, али су голмани критиковали, како су рекли, њену непредвидиву тенденцију одступања у лету.
Бразил је три пута освајао титулу раније, 1958., 1962. и 1970. године, док је Италија такође забележила три победе на турнирима 1934., 1938. и 1982. године. Победник би стога био прва нација која је забележила четврту победу на Светском првенству. Ова два тима су се раније састала четири пута на Светском првенству са по две победе – у полуфиналу турнира 1938. године, који је Италија победила са 2–1; финале 1970. које је Бразил добио резултатом 4–1; плеј-оф за треће место 1978. победио је Бразил резултатом 2–1, а четири године касније у групној фази, где је Италија победила са 3–2.
Бразил је почео турнир као фаворит, а стручњаци и кладионичари су их сматрали тимом који ће највероватније победити. Коментатори су навели звезде тима као што су Раи и Ромарио, као и вруће временске услове за које су рекли да би фаворизовали латиноамеричке тимове. Италија је такође била на листи пре турнира међу тимовима који ће вероватно победити у такмичењу, иако су неки коментатори мислили да би могли да се суоче са потешкоћама због лоших недавних резултата и неуспеха да се прилагоде нападачком стилу игре менаџера Арига Сакија. На Светском првенству 1990. Бразил је елиминисан у осмини финала, изгубивши од Аргентине, док је Италија завршила на трећем месту на турниру, на домаћем терену, победивши Енглеску у утакмици плеј-офа за треће место после пораза од Аргентине у извођењу пенала.

## Пут до финала

### Бразил
|     | Противник | Резултат |
| --- | --------- | -------- |
| 1   | Русија    | 2–0      |
| 2   | Камерун   | 3–0      |
| 3   | Шведска   | 1–1      |
| Р16 | Америка   | 1–0      |
| ЧФ  | Холандија | 3–2      |
| ПФ  | Сведен    | 1–0      |

Бразил је био у групи Б на Светском првенству, у којој су им се придружили Камерун, Русија и Шведска. Њихова прва утакмица била је отварање турнира на стадиону Стенфорд у Калифорнији, 20. јуна против Русије. Бразил је отворио гол у 26. минуту, када је Ромарио избегао свог чувара после извођења корнера и погодио лопту у гол. Бразил је поново постигао гол у 52. минуту, када је Раи реализовао једанаестерац након прекршаја Владислава Тернавског над Ромариом, и у наставку завршивши победом од 2-0. Њихова друга утакмица била је против Камеруна 24. јуна, још једном на Станфорду. Ромарио је довео Бразил у вођство у 39. минуту након што је примио пас од Дунге и погодио га поред голмана Жозефа-Антоана Бела. У другом полувремену, дефанзивац Камеруна Ригоберт Сонг је искључен због фаула над Раиом, пре него што су Марсио Сантос и Бебето додали још два гола за комплетну победу Бразила од 3-0. Резултат је значио да се Бразил пласирао у осмину финала са једном утакмицом до краја. Последња групна утакмица Бразила била је против Шведске на Понтиац Силвердомеу у Мичигену 28. јуна. Кенет Андерсон је довео Шведску у вођство у 23. минуту, након дугог додавања Томаса Бролина, пре него што је Ромарио изједначио за Бразил својим трећим голом на турниру убрзо после полувремена. Утакмица је завршена резултатом 1–1, што је било довољно да Бразил заврши као победник групе.
Бразил се сусрео са Сједињеним Државама у осмини финала, играјући против домаћина 4. јула, на њихов Дан независности. Учинак Бразила током већег дела утакмице 's Пол Вилсон из Гардијана описао као "потпуно неубедљив као амбициозни шампион", све док Бебето није постигао једини гол на утакмици у 72 минута. Обе екипе су утакмицу завршиле са по 10 играча након што је Бразилац Леонардо искључен због насилног прекршаја, док је Американац Фернандо Клавијо искључен због другог прекршаја са жутим картоном. У четвртфиналу, Бразил је играо са Холандијом на Котон Боулу у Даласу 9. јула После првог полувремена без голова, Ромарио је довео Бразил у вођство додавањем Бебета у 53. минуту, пре него што је сам Бебето постигао гол десет минута касније. Холанђани су оспорили други гол, рекавши да је Ромарио ухваћен у офсајд замку када му је Бранцо додао напред у надоградњи, али је гол остао. Роб Вичге из Холандије је касније рекао да је линијски судија био "апсолутно слеп". Холандија је минут касније узвратила голом преко Дениса Бергкампа, а затим изједначила на 14 минута до краја, преко Арона Винтера. Бразил је поново постигао погодак у 81. минуту када је Бранцо погодио слободан ударац са 30 yd (27 m) да запечати победу од 3–2. Полуфинале Бразила је било против Шведске на Роуз Боулу у Пасадени у Калифорнији 13. јула Шведска се током целе утакмице дубоко бранила и смањена је на 10 играча када је Јонас Терн искључен у 63. минуту због прекршаја над Дунгом. Бразил је имао велики део поседа и неколико шанси током целе утакмице, али није постигао погодак све до 81. минута када је Ромарио главом убацио лопту у гол Шведске са центаршута Жоржиња. Бразил је победио резултатом 1-0 и изборио пласман у финале.

### Италија
|     | Противник       | Резултат       |
| --- | --------------- | -------------- |
| 1   | Република Ирска | 0–1            |
| 2   | Норвешка        | 1–0            |
| 3   | Мексико         | 1–1            |
| Р16 | Нигериа         | 2–1 (п. с. н.) |
| ЧФ  | Спаин           | 2–1            |
| ПФ  | Бугарска        | 2–1            |

Италија је у финалу извучена у Групу Е, заједно са Мексиком, Норвешком и Републиком Ирском. Своју кампању су започели 18. јуна против Републике Ирске на стадиону Џајнтс у Ист Радерфорду. Италија је била један од фаворита пре турнира за победу на Светском првенству, али је публика била претежно састављена од Ираца, многи од њих су Ирци Американци. Ирска је победила у утакмици резултатом 1–0 голом Реја Хотона у 11. минуту, резултат који је касније описао Тхе Ирисх Пост као „један од највећих спортских момената Ирске икада“. Друга утакмица Италије је била против Норвешке 23. јуна, поново на стадиону Џајнтс. Голман Ђанлука Паљука је искључен после 22 минута због професионалног прекршаја, али се Италија опоравила и победила на утакмици 1–0, а Дино Бађо је постигао победнички погодак у 69. минуту. Њихова последња групна утакмица, против Мексика на стадиону РФК у Вашингтону, почела је са изједначеним бројем бодова за сва четири тима Групе Е. Италијанске присталице поново су биле надјачане од стране противника, али је њихов тим повео недуго после полувремена ниским ударцем Данијела Масара. Масаро је умало додао секунд у 56. минуту, али је Мексико изједначио минут касније преко Марселина Бернала. Утакмица је завршена резултатом 1-1, док су Норвешка и Република Ирска такође ремизирале, остављајући све четири екипе на 4 бода са идентичном гол разликом. Са највише постигнутих голова Мексико је био 1. у групи, док је Норвешка била на дну са најмање голова. Италија и Република Ирска су имале по два гола, али је Ирска заузела друго место победом над Италијом. Италија се квалификовала у наредну рунду, међутим, као једна од трећепласираних тимова са бољим учинком, а њихов напредак је потврђен када је Камерун касније тог дана поражен од Русије.
Противник Италије у осмини финала била је Нигерија, на стадиону Фоксборо у Фоксбороу у Масачусетсу 5. јула. Нигерија је повела у 25. минуту, када је Финиди Џорџ извео корнер који се одбио од италијанског дефанзивца Паола Малдинија пре него што га је Емануел Амунике погодио у гол. У 75. минуту, Ђанфранко Цола из Италије, који је ушао као замена, искључен је због фаула над Аугустином Егуавоеном, одмах након што му је одбијен пенал. Упркос овом неуспеху, Италија је изједначила у 88. минуту када је Роберто Бађо погодио ниско поред нигеријског голмана. Са резултатом 1–1, утакмица је отишла у продужетке, а утакмица је одлучена када је Роберто Бађо постигао свој други гол у 102 минута, чиме је забележила италијанску победу од 2–1. Њихова четвртфинална утакмица је била против Шпаније у Фоксбороу 9. јула. Дино Бађо је довео Италију у вођство у 25. минуту, пре него што је Шпанац Хосе Луис Каминеро изједначио мало пре истека сата. Другу утакмицу заредом, Роберто Бађо је постигао гол у 88. минуту, поентирајући из тесног угла након улетања у шеснаестерац и Италија је победила са 2–1. Вратили су се на стадион Џајнтс 13. јула за полуфинале против Хрватске. Бугарска је победила претходне шампионе Аргентину и Немачку на путу до меча, али је Италија почела снажно, Роберто Бађо је постигао два гола у првих пола сата и донео им вођство од 2-0. Бугарин Христо Стоичков је мало пре полувремена повукао гол кроз једанаестерац и протестовао због два одбијена захтева за пенал у другом полувремену, али је Италија издржала победу од 2–1 и пласирала се у велико финале.

## Утакмица

### Резиме
Бразилац Мазињо добио је жути картон у четвртом минуту због прекршаја над Николом Бертијем . У 13. минуту Ромарио је имао прилику да постигне погодак главом из непосредне близине, након центаршута Дунге, али је његов ударац главом отишао право у голмана. Четири минута касније Ромарио је додао лопту до Бебета на левој страни шеснаестерца. Уместо да шутира, Бебето је покушао да центаршут, али је Паоло Малдини скренуо иза леђа. Италија је тада имала једну од својих најбољих шанси на утакмици када је Данијеле Масаро победио два дефанзивца и био један на један са Тафарелом, али је његов ударац био усмерен право у бразилског голмана. У 21. минуту, Бразилац Жоржињо је морао да напусти игру због повреде задобивене неколико минута раније, а заменио га је Кафу . Италија је извршила замену у 34. минуту, доводећи Луиђија Аполонија на место Роберта Мусија, померивши Малдинија на позицију левог бека. Роберто Бађо је покушао да убаци лопту до Антонија Бенарива касно у првом полувремену, али је Алдаир успео да га пресече. Крајем полувремена Бразил је имао још две прилике, прво Ромарија, коме је Ђанлука Паљука парирао без пада бразилском играчу, а затим и преко Бранка чији је слободан ударац одбранио. Слободан ударац је резултат фаула Аполонија над Ромариом, због чега је Аполони добио жути картон, док је италијански дефанзивац Деметрио Албертини такође добио жути картон јер није био довољно удаљен од лопте током слободног ударца. Прво полувреме је завршено резултатом 0-0.
У другом полувремену, Кафу је погодио ударац који је прошао преко италијанског гола, након чега је Бебето покушао да постигне гол главом, што је Паглиуца одбранио и такође је означен за офсајд. Роберто Бађо је имао шансу за Италију, када је примио пас Дина Бађа и успео да појури на гол Бразила, али га је Марсио Сантос ухватио у коштац и избацио лопту у аут, чиме је прекинуо његов налет. Силва је присуствовао топ-спин шуту са дистанце који се одбио од стативе, након чега је Мазињо такође био у прилици, али је Паглиуца успео да заустави лопту. Осим тога, друго полувреме је углавном било лишено шанси за гол, пошто Бразил није успео да се пробије кроз пар центарског бека Франка Барезија и Паола Малдинија. Недостатак нападачке игре у игри је био резултат јаке игре на средини терена Дина Бађа за Италију, и Дунге и Маура Силве за Бразил.
Како су почињали продужеци, шансе су постајале све више, пошто је Бразил почео да доминира игром. Ромарио је имао још једну прилику рано у продужетку након што је Паљука донео непромишљену одлуку да дође на центаршут, остављајући гол отвореним, али Бебето није успео да га пронађе. Роберто Бађо, који је био миран већи део утакмице пошто се повредио раније на турниру, имао је једини гол у целој утакмици у првом полувремену продужетака, погодивши шут са око 22 јарди, али Тафарел гурнуо шут преко. Зињо је имао шансу у наставку полувремена у продужетку, добро је погодио свој ударац изнутра, али је Паглиуца добро одбранио стативу. У другом полувремену продужетака, Ромарио је пропустио златну шансу да Бразилу преда трофеј, пошто га је Кафу пронашао у шеснаестерцу. Са Паглиуцом на најмање три метра од њега на другој страни гола, и целим голом за циљање, Ромарио је ван равнотеже погодио свој ударац поред стативе.
Ово је било први пут да се на Светском првенству одлучује пеналима. Италијански капитен Барези је извео први пенал и досудио пенал преко пречке. Следећи је био бразилски центар-бек Марсио Сантос, али је Паљука одбранио ударац бразилског дефанзивца ниско са његове десне стране. Деметрио Албертини је био следећи за Италију, погодивши пенал у горњи угао. Ромарио је био следећи за Бразил и постигао је свој пенал, сместивши га толико у угао да је отишао ван стативе, изједначивши резултат на 1–1. Алберико Евани је био трећи за Италију, постигао је гол, извео пенал високо и у средини, док је Тафарел забио удесно. Следећи је Бранцо за Бразил, који је погодио у доњи леви угао. Масаро, који је мање од два месеца раније постигао два гола у финалу Лиге шампиона, отишао је на ред за Италију, али није успео да убаци лопту у мрежу Тафарела баш као што није успео на утакмици, пошто је бразилски голман одбранио лево од њега. Бразилски капитен Дунга је био следећи, који је удобно пласирао свој ударац у доњи леви угао, чиме је био поен за игру. Пошто је Италија морала да постигне гол да би одржала своје снове, Бађо се појачао да изведе пенал. У неславном тренутку у историји Светског првенства, Бађо је извео пенал преко пречке, на сличан начин као Барези, и то је Бразилу донело четврту титулу. 

### Детаљи
| Бразил                                   | 0—0 (п. с. н.) | Италија                                       |
| ---------------------------------------- | -------------- | --------------------------------------------- |
|                                          | Извештај       |                                               |
| Пенали                                   |                |                                               |
| Марсио Сантос · Ромарио · Бранко · Дунга | 3–2            | Барези · Албертини · Евани · Масаро · Р. Бађо |

| Бразил | Италија |

| GK                     | 1  | Клаудио Тафарел |     |      |
| RB                     | 2  | Жоржињо         |     | 21’  |
| CB                     | 13 | Алдаир          |     |      |
| CB                     | 15 | Марсио Сантос   |     |      |
| LB                     | 6  | Бранко          |     |      |
| RM                     | 17 | Мазињо          | 4’  |      |
| CM                     | 5  | Мауро Силва     |     |      |
| CM                     | 8  | Дунга (к)       |     |      |
| LM                     | 9  | Зињо            |     | 106’ |
| CF                     | 7  | Бебето          |     |      |
| CF                     | 11 | Ромарио         |     |      |
| Замене:                |    |                 |     |      |
| DF                     | 14 | Кафу            | 87’ | 21’  |
| FW                     | 21 | Виола           |     | 106’ |
| Менаџер:               |    |                 |     |      |
| Карлос Алберто Пареира |    |                 |     |      |

| GK         | 1  | Ђанлука Паљука     |     |     |
| RB         | 8  | Роберто Муси       |     | 35’ |
| CB         | 6  | Франко Барези (к)  |     |     |
| CB         | 5  | Паоло Малдини      |     |     |
| LB         | 3  | Антонио Бенариво   |     |     |
| RM         | 14 | Никола Берти       |     |     |
| CM         | 13 | Дино Бађо          |     | 95’ |
| CM         | 11 | Деметрио Албертини | 42’ |     |
| LM         | 16 | Роберто Донадони   |     |     |
| CF         | 10 | Роберто Бађо       |     |     |
| CF         | 19 | Даниел Масаро      |     |     |
| Замене:    |    |                    |     |     |
| DF         | 2  | Луиђи Аполони      | 41’ | 35’ |
| MF         | 17 | Албериго Евани     |     | 95’ |
| Менаџер:   |    |                    |     |     |
| Ариго Саки |    |                    |     |     |

| Званичници - Линијари: - Венансио Зарате (Парагвај) - Мухамад Фанаи (Иран) - Четврти званичник Франческо Оскар Ламолина (Аргентина) | Правила игре - 90 минута - 30 минута додатног времена ако је потребно - Извођење једанаестераца ако су резултати и даље једнаки - Дозвољене су две замене, плус једна за голмана |

## После утакмице
Потпредседник САД Ал Гор, председник УЕФА Ленарт Јохансон и председник ФИФА Жоао Авеланж били су међу присутнима на трибинама током церемоније доделе награда. На церемонији представљања, Гор је уручио трофеј капитену Бразила, Дунги.